# 聖保祿會
聖保祿會縮寫為SSP，也被稱為Paulines，是源自義大利的天主教國際男性修會，
由雅培里神父於1914年8月20日在義大利皮埃蒙特大區庫內奧省的阿爾巴成立，其會憲則由聖座於1949年6月27日批准。該會主要從事出版、大眾媒體等大眾傳播事工，會士會在其姓名後添加字母「SSP」以表明身份。

## 外部鏈結
- 官方网站